# Florida State League
Florida State League (FSL) är en professionell basebolliga. Den är en farmarliga till Major League Baseball (MLB), på den fjärde och näst lägsta nivån (Single-A) inom Minor League Baseball (MiLB).
Ligan består av tio klubbar, vilka ligger i Florida. Ligan har under hela sin existens aldrig haft en klubb utanför Florida. De flesta klubbarna i ligan använder samma arena som respektive moderklubb använder under försäsongsträningen (spring training).
Den mest framgångsrika klubben genom tiderna är Orlando Twins med sju ligatitlar.

## Historia
Florida State League grundades 1919, och samma år spelades den första säsongen. Då bestod ligan av sex klubbar, vilka var från Bartow, Bradenton, Lakeland, Orlando, Sanford och Tampa i Florida. Under de följande åren varierade antalet klubbar mellan fyra och åtta, innan ligan lades ned mitt under 1928 års säsong. Orsakerna var flera – försämrad ekonomi, förödande orkaner 1926 och 1928 och en fastighetskrasch blev för mycket för klubbarna. Under den här perioden var ligan klassad på nivå D, utom 1921–1924 då den var klassad på nivå C.
Ligan återuppstod 1936 och under den säsongen arrangerade ligan för första gången en all star-match. Förutom under fyra säsonger under andra världskriget (1942–1945) var ligan därefter verksam utan avbrott fram till och med 2019. Den var fortsatt klassad på nivå D fram till 1963, då MiLB omorganiserades och ligan uppgraderades till nivå A, den tredje högsta nivån. När den nya tredje högsta nivån inom MiLB, A-Advanced, infördes 1990 var Florida State League en av ligorna som fick denna klassifikation, och där blev den kvar till och med 2019.
Hela 2020 års säsong av MiLB, inklusive Florida State League, ställdes in på grund av covid-19-pandemin. I februari 2021 genomförde MLB en stor omorganisation av MiLB som bland annat innebar att de gamla liganamnen ersattes av nya. För Florida State Leagues del innebar omorganisationen att ligan flyttades ned en nivå till den nya nivån Low-A, fick namnet Low-A Southeast och minskades från tolv klubbar till tio. De två som inte fick vara kvar fick inte plats i någon liga utan lades ned. Efter att ha haft namnet Low-A Southeast 2021 återfick ligan namnet Florida State League 2022 efter det att MLB förvärvat rättigheterna till de gamla liganamnen. Namnet på nivån ändrades samtidigt från Low-A till Single-A.

## Klubbar
Florida State League består av tio klubbar, som är indelade i två divisioner:
| Klubb                     | Stad               | Moderklubb            |
| East Division             | East Division      | East Division         |
| ------------------------- | ------------------ | --------------------- |
| Daytona Tortugas          | Daytona Beach, FL  | Cincinnati Reds       |
| Jupiter Hammerheads       | Jupiter, FL        | Miami Marlins         |
| Palm Beach Cardinals      | Jupiter, FL        | St. Louis Cardinals   |
| St. Lucie Mets            | Port St. Lucie, FL | New York Mets         |
| West Division             |                    |                       |
| Bradenton Marauders       | Bradenton, FL      | Pittsburgh Pirates    |
| Clearwater Threshers      | Clearwater, FL     | Philadelphia Phillies |
| Dunedin Blue Jays         | Dunedin, FL        | Toronto Blue Jays     |
| Fort Myers Mighty Mussels | Fort Myers, FL     | Minnesota Twins       |
| Lakeland Flying Tigers    | Lakeland, FL       | Detroit Tigers        |
| Tampa Tarpons             | Tampa, FL          | New York Yankees      |

## Spelformat
Grundserien består av 132 matcher och varar från början av april till mitten av september. Matchserierna består oftast av sex matcher som spelas tisdagar till söndagar med speluppehåll på måndagar. Klubbarna spelar oftare mot klubbarna i samma division än mot klubbarna i den andra divisionen.
Grundserien är indelad i två halvor och till slutspel går vinnarna av de båda divisionerna i båda halvorna, alltså totalt fyra klubbar. Om samma klubb vinner båda halvorna går från den divisionen den klubb till slutspel som var näst bäst sett över hela säsongen. I semifinalerna möts de två klubbarna från samma division i ett bäst-av-tre-format och även finalen spelas i detta format.

## Hall of fame

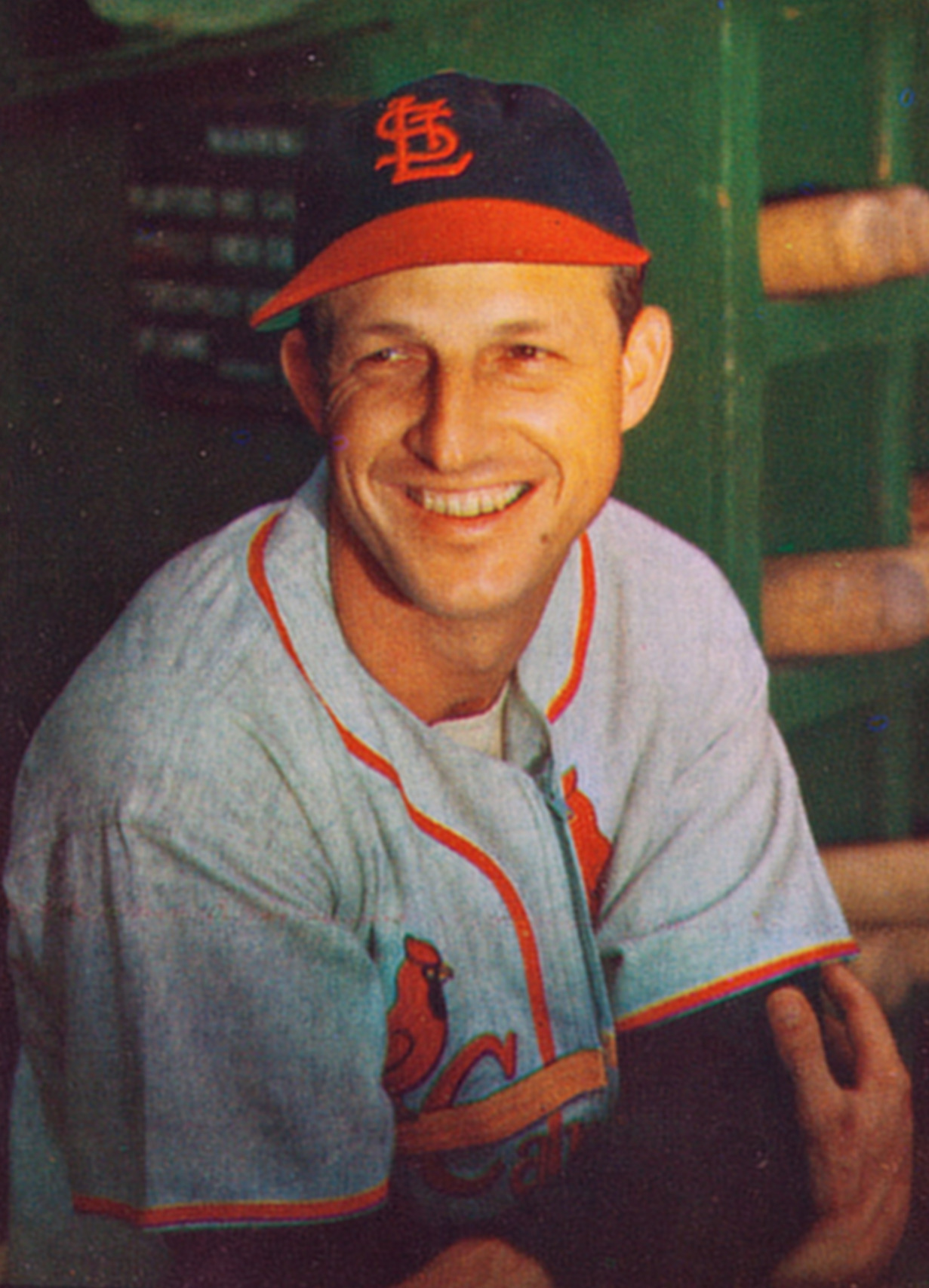
Stan Musial valdes in i Florida State Leagues hall of fame 2009.

Florida State League har en egen hall of fame, vars första medlemmar valdes in 2009.
Till och med 2020 har totalt 123 personer valts in i ligans hall of fame. Av dessa har 21 till och med 2022 även valts in i National Baseball Hall of Fame:
- Johnny Bench
- Rod Carew
- Gary Carter
- Rollie Fingers
- Roy Halladay
- Catfish Hunter
- Fergie Jenkins
- Derek Jeter
- Randy Johnson
- Al López
- Eddie Murray
- Stan Musial
- Jim Palmer
- Cal Ripken Jr
- Mariano Rivera
- Iván Rodríguez
- Nolan Ryan
- John Smoltz
- Frank Thomas
- Joe Tinker
- Early Wynn